# Hemeroteca Nacional Universitaria

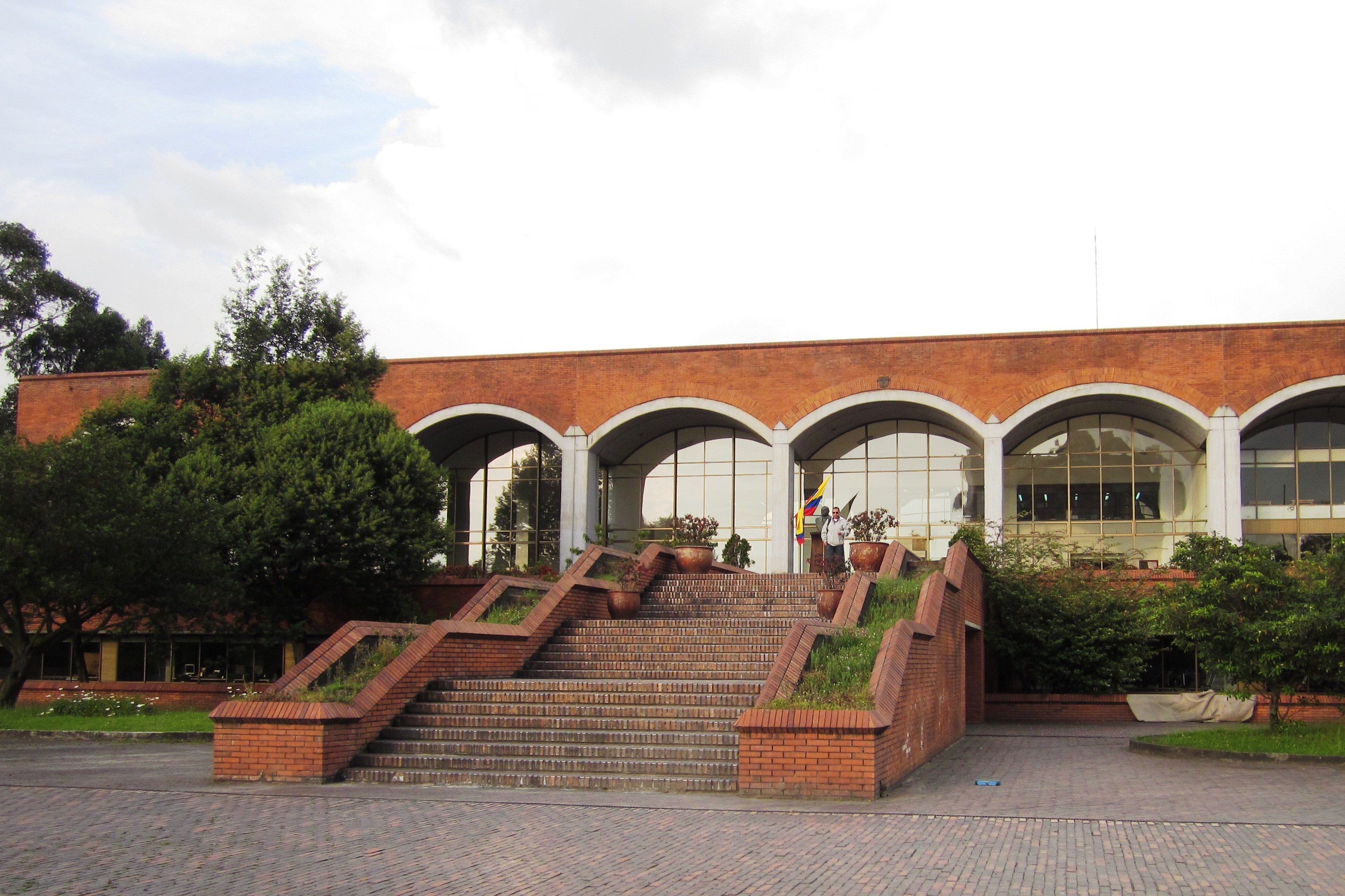
La Hemeroteca Nacional Universitaria Carlos Lleras Restrepo.

La Hemeroteca Nacional Universitaria Carlos Lleras Restrepo es una biblioteca estatal colombiana que depende de la Universidad Nacional de Colombia. Se encuentra en la avenida El Dorado con carrera 45, al occidente de la ciudad de Bogotá. Se halla en el extremo suroccidental de la Ciudad Universitaria de Bogotá, siendo su edificio 571.
Desde su inauguración en 1992 hasta 2003 su administración dependió del  Instituto Colombiano para la Evaluación de la Educación ICFES cuando pasó a manos de la universidad que la mantiene al día de hoy.

## Características
La hemeroteca lleva el nombre del expresidente de Colombia Carlos Lleras Restrepo. Su actual sede se construyó en un terreno que la Universidad Nacional de Colombia cedió en comodato al ICFES en 1982. El edificio se comenzó en 1992 y abrió sus puertas en 1994 con diseño de los arquitectos Guillermo Bermúdez Umaña, Reinaldo Valencia Rey y Sergio González González. En 2003 las colecciones y la administración pasaron a la Universidad, que en 2005 trasladó sus colecciones hemerográficas a su  Biblioteca Central. Su misión consiste en apoyar los programas académicos y de investigación de las instituciones de educación superior, de los centros de investigación, lo mismo que de las organizaciones públicas y privadas de Colombia. Es por eso que su administración conserva el sello de la Universidad Nacional de Colombia donde directores y directoras del Departamento Administrativo de Ciencia, Tecnología e Innovación Colciencias presentan el desarrollo de la Hemeroteca.